# Luis G. Cartón
Gral. Luis G. Cartón fue un militar mexicano que participó en la Revolución mexicana. Con la destitución del general Juvencio Robles como jefe político y militar de Morelos y la llegada del general de brigada Adolfo Jiménez Castro el 13 de septiembre de 1913, Luis G. Cartón pasó a defender Chilpancingo, Estado de Guerrero, que fue el principal bastión huertista contra los zapatistas.Carton fue conocido entre los campesions del sur por los excesos que cometía contra la población civil ,de forma idéntica a lo que hacia Juvencio Robles,pues quemaba poblaciones enteras,asesinaba campesinos indefensos y dejaba las aldeas en ruinas.
Carton usaba una frase : "muerto el perro se acabo la rabia" ,cuando destruia alguna población,lo que hizo que se ganara el odio de los zapatistas,a los que nunca pudo someter, El 23 de marzo de 1914 fue capturado junto a su segundo Juan A. Poloney, durante la Toma de Chilpancingo liderada por los generales Ignacio Maya y Encarnación Díaz,por órdenes de Emiliano Zapata,un corrido cuenta que paso con el:
Durante la batalla de Chilpancingo,se burlaba de las tropas zapatistas presumiendo con exceso de arrogancia que nunca lo podrían vencer,sin embargo,durante el combate,su tropa fue aniquilada,incluso su hijo (que lo acompañó en los combates) murió de 2 disparos de mauser en la cabeza,al estar preso de los zapatistas,el pidió que le permitieran sepultar a su hijo,lo que se le concedio,pero,al tener frente a frente al mismísimo Zapata,se acobardo y le dijo que si le daban el indulto,se pondria a sus órdenes; el caudillo del sur,junto con sus generales del estado mayor,intuyeron la cobardia (y quizás alguna trampa) de Carton,y en vez del indulto,con burlas bien merecidas,se le hizo un consejo de guerra y fue juzgado por delitos de incendio a pueblos y de asesinatos a pacíficos, siendo encontrado culpable y pasado por las armas el 24 de marzo de 1914.
En el corrido "la toma de Chilpancingo" de Marciano Silva,se menciona a "un peloton de 5" ,pero una versión dice que en realidad,el pelotón zapatista que fusilo a Carton era de 30 hombres,dado el odio y rencor que le tenían por sus excesos y masacres cometidas contra la gente de Morelos y Guerrero.